# Västergarnsvallen
Västergarnsvallen är en omkring en kilometer lång vall som inhägnat en stadsliknande handelsplats i Västergarns socken på Gotland. Vallen omringar ruinen efter den äldre kyrkan och den nuvarande mindre Västergarns kyrka.

## Västergarn
Vallen är från medeltid och halvcirkelformad och fungerade som stadsvall. Den är lätt att upptäcka i landskapet. Vallen skyddade en handelsplats och hamn, Västergarn var en efterträdare till den vikingatida hamnen i Paviken.Vallen omgärdade  Västergarns medeltida bebyggelse mot omgivande landsbygd. Handelsområdet var öppet mot havet. Området med Paviken och Västergarn utgör tillsammans med Kronholmen av stor betydelse för att förstå utvecklingen av hamnar och handel under yngre järnålder och medeltid på Gotland.
Avtryck från den medeltida historien är förutom stadsvallen en ruin av en äldre medeltida kyrkan och den ännu kvarstående kyrkan samt kastalen. Vallen anlades troligen omkring år 1000. Vallen är ungefär 1 km lång. Muren som bildar vallen var omkring 3 meter hög och lika bred i nederkanten. Undersökningar under senare år av området innanför stadsvallen påvisade en omfattande bebyggelse daterad till 1100-tal och fram till 1500-tal. Någon liknande vall finns inte på Gotland däremot påminner vallen om stadsvallen runt Birkas Svarta jord. Vid den östra delen av vallen ligger en ruin av en stor romansk kyrka utan torn byggd i ett sammanhang. Denna äldre kyrka är totalundersökt och var i bruk fram till 1500-talet. Nära ruinen finns den nyare kyrkan byggd cirka 1250. Denna kyrka är mindre och består bara av ett kor. Troligen medförde svårare ekonomiska tider att kyrkobygget inte kunde fullföljas.
Fynd från det bebyggda området, bland annat östersjökeramik visar att handelsplatsen varit i bruk från tidig medeltid. I samband med uppförandet av sockenkyrkan uppfördes troligen även den kastal från 1200-talet vars ruin ligger inbyggd i Västergarnsvallen strax öster om kyrkan. Handelsplatsen fick troligen en mindre betydelse från början av 1300-talet då fjärrhandeln på Gotland koncentrerades till Visby. Arkeologiska utredningar visar dock att Västergarn varit fortsatt bebott till 1500-talet och bebyggelsen fanns kvar till 1700-talet,
Paviken har ett rikt och varierande fyndmaterial i motsats till Västergarns magra fyndmaterial. Om Pavikens funktion hade överförts direkt till Västergarn omkring år 1000 borde detta ge avtryck i fyndmaterialet. Urbana och viktigare agrara miljöer under 1000-talet brukar ha lämningar efter  bronsgjutning och smide. Stora mängder hushållskärl brukar deponerats i kulturlagren.  Konsumtionen av keramik i Västergarn påminner om högmedeltida urbana miljöer i Visby och i mellansvenska städer på fastlandet. Det är svårt att jämföra med gårdarna på Gotland eftersom fyndunderlag saknas. Inga analyser av keramik från Gotlands landsbygd så vi vet inget om ett annorlunda konsumtionsmönster har funnits där. Om Västergarn skiljde sig från landsbygden är därför svårt att studera men likheterna med Visby antyder att så var fallet.  Visby och Västergarn har däremot liknande fynd. Användningen av keramik vid Västergarn kan vara resultatet av kontakter med Visby eller resultat av egna förbindelser med besökare utifrån under 1100-talet till omkring år 1300.
Området historia och arkeologi behandlas utförligt i skriften Västergarnstudier, se nedan under litteratur.